# Koolvliet

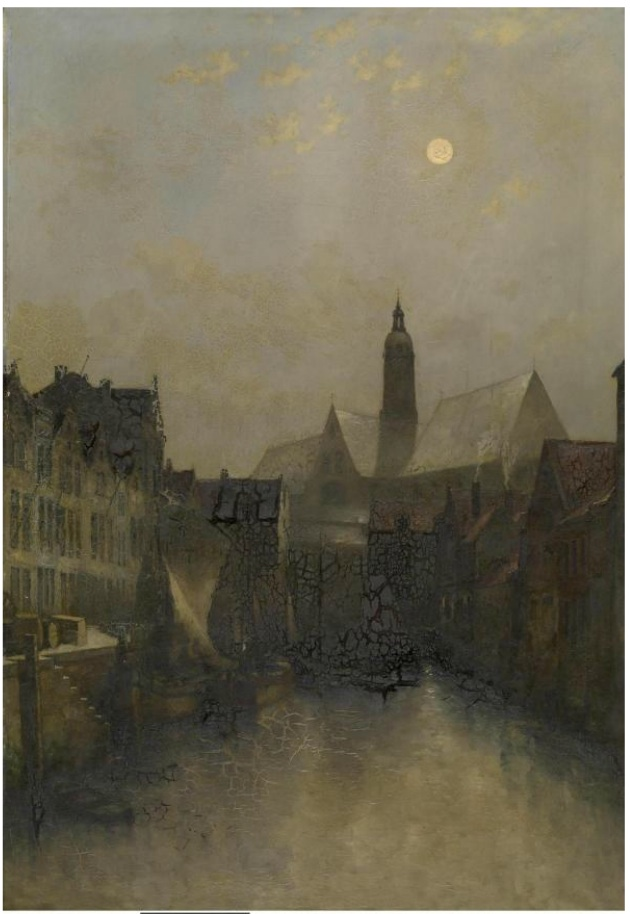
Koolvliet in Antwerp 1860-1883
Egide François Leemans

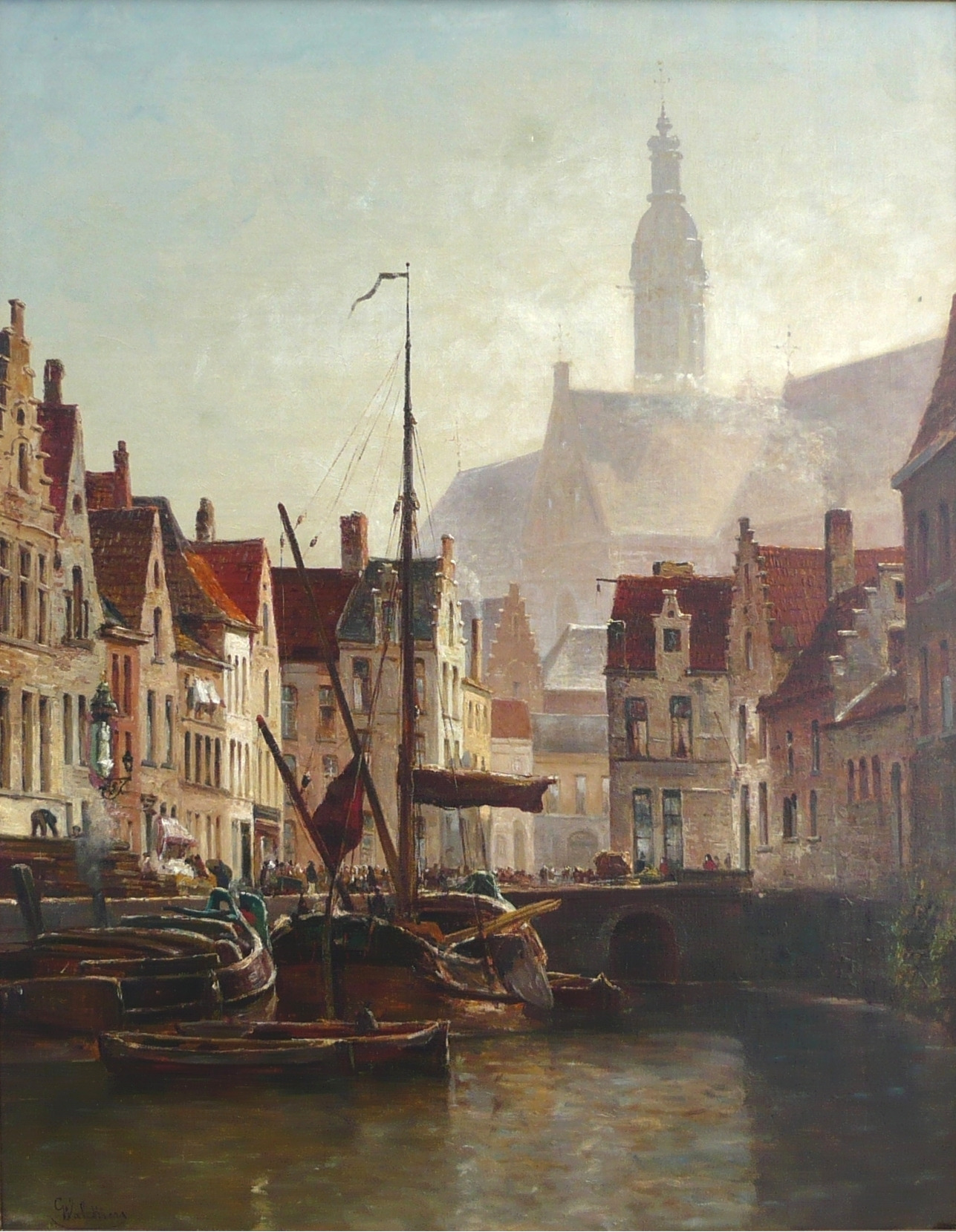
Koolvliet in Antwerpen, schilderij van Gustave Walckiers (1831-1891)

De Koolvliet of holenvliet (1302, 1306) was een van de eerste Antwerpse vlieten. Zowel 'kool' als 'holen' (het Franse 'houille') verwijst naar bruinkool. In de 11de eeuw vormde de vliet de noordgrens van de stad.
De vliet werd net als de Sint-Pietersvliet soms ook Haringvliet genoemd. De vliet werd in 1867 gedeeltelijk en in 1877 volledig gedempt. Thans vormt de voormalige vliet een pleintje, de Koolkaai.